# 펩타이드내부가수분해효소
펩타이드내부가수분해효소(영어: endopeptidase)는 단백질 분해 역할을 담당하는 펩티데이스의 일종으로 말단 부분 이외의 아미노산의 펩타이드 결합을 분해하며, 이는 단백질의 말단 부분에서부터 분해하는 펩타이드외부가수분해효소와는 대조적이다. 단백질내부가수분해효소(蛋白質內部加水分解酵素, 영어: endoproteinase), 엔도펩티데이스라고도 한다. 이런 방식의 차이로 인해 펩타이드내부가수분해효소는 펩타이드외부가수분해효소와는 달리 펩타이드를 단량체까지 분해하는 것이 불가능하다. 올리고펩티데이스는 펩타이드내부가수분해효소의 일종으로 기질이 단백질이 아닌 올리고펩타이드라는 차이점이 있다.

## 예
펩타이드내부가수분해효소들은 보통은 몇몇 아미노산에 특화되어 있으며, 다음과 같은 예들이 있다.
- 트립신 – Pro가 다음에 오지 않는 이상 매우 확실히 Arg 또는 Lys 다음에서 분해가 이루어지며, pH 8에서 최적으로 작동한다.
- 키모트립신 – Pro가 다음에 오지 않는 이상 Phe, Trp, Tyr 다음에서 분해가 이루어지고, His, Met, Leu 다음에서는 더 낮은 속도로 분해가 이루어지며, pH 8에서 최적으로 작동한다.
- 엘라스테이스 – Pro가 다음에 오지 않는 이상 Ala, Gly, Ser, Val 다음에서 분해가 이루어진다.
- 서모리신 – Pro가 이전에 오지 않는 이상 Ile, Met, Phe, Trp, Tyr, Val 앞에서 분해가 이루어지며, 가끔은 Ala, Asp, His, Thr 뒤에서 분해가 일어날 수도 있다. 내열성을 띈다.
- 펩신 – Pro가 이전에 오지 않는 이상 Leu, Phe, Trp, Tyr 다음에서 분해가 이루어지는데, 상당히 비특이적으로 다른 곳을 끊는 경우도 있다. pH 2에서 최적으로 작동한다.
- 글루타밀 펩타이드내부가수분해효소 I – Glu 다음에서 분해가 이루어지고, pH 8에서 최적으로 작동한다.
- 네프릴리신

## 같이 보기
- 단백질가수분해효소
- 펩타이드외부가수분해효소
- 단백질 분해 지도

## 참고 문헌
- 의학주제표목 (MeSH)의 Endopeptidases